# Dioscorea sessiliflora
Dioscorea sessiliflora là một loài thực vật có hoa trong họ Dioscoreaceae. Loài này được McVaugh mô tả khoa học đầu tiên năm 1989.